# The Night Manager
The Night Manager ist eine britisch-amerikanische Thriller-Miniserie nach dem Roman Der Nachtmanager von John le Carré. Die Handlung dreht sich um den Nachtmanager eines Hotels, der vom britischen Nachrichtendienst auf einen international tätigen Waffenhändler angesetzt wird. Die Erstausstrahlung sendete BBC One in 6 Folgen à 60 Minuten vom 21. Februar bis zum 27. März 2016. Die deutschsprachige Erstausstrahlung erfolgte am 28. März 2016 bei Amazon Video in 8 Folgen à 45 Minuten. Vorab wurden am 18. Februar 2016 zwei Folgen im Rahmen der Internationalen Filmfestspiele Berlin gezeigt.

## Handlung
Zur Zeit des Arabischen Frühlings im Januar 2011 arbeitet der Brite Jonathan Pine als Night Manager in einem Luxushotel in Kairo. Sophie Alekan, die Geliebte Freddie Hamids, des Angehörigen eines mächtigen ägyptischen Familienclans, übergibt dem Hotelmanager zu ihrer Sicherheit die Kopien einiger brisanter Dokumente, die ein illegales Waffengeschäft des Hamid-Clans mit einem britischen Geschäftsmann namens Richard Onslow Roper belegen. Pine erkennt die Brisanz der Dokumente und spielt sie der britischen Botschaft zu. Doch die britischen Behörden greifen nicht ein. Stattdessen erhält Roper eine Warnung über den Geheimnisverrat. Kurze Zeit später ist Sophie ermordet.
Vier Jahre später arbeitet Pine in einem Schweizer Hotel als Nachtmanager. Den Tod Sophies, der er vor ihrer Ermordung noch nahegekommen ist, hat er noch immer nicht verwunden. Da steigt eines Nachts jener Mann in seinem Hotel ab, dessen Namen er vier Jahre zuvor in Kairo gehört hat: Richard Onslow Roper. In seinem Gefolge befindet sich seine junge Geliebte Jed Marshall, die Pine augenblicklich fasziniert. Abermals wendet sich der Nachtmanager an die britischen Behörden, doch dieses Mal erreicht er direkt Angela Burr, die Leiterin einer kleinen, neu gegründeten Konkurrenzabteilung zum MI6, die sich seit langem gegen politische Widerstände bemüht, dem Waffenhändler Roper das Handwerk zu legen.
Burr entwickelt die Idee, Pine als Spitzel in Ropers inneren Zirkel einzuschleusen. Er erhält eine falsche Identität, die ihn als untergetauchten Verbrecher ohne Skrupel erscheinen lässt. Ropers Vertrauen gewinnt er, indem er eine fingierte Entführung seines Sohnes vereitelt. Nach gestreuten Zweifeln an Ropers engem Mitarbeiter Major Corkoran steigt er selbst zur rechten Hand des Waffenhändlers auf. Er entdeckt, dass Mitarbeiter des britischen Außenministeriums und des MI6 auf Ropers Gehaltsliste stehen, woraufhin Burr und ihr amerikanisches Pendant Steadman die Mission unter Umgehung der Geheimdienste ihrer Länder weiterführen. Doch als sich ein vermeintlicher Waffendeal beim Zugriff des amerikanischen Militärs als harmlose Getreidelieferung entpuppt, werden beide entmachtet.
Burr plant Pine abzuziehen, nachdem dieser eine Liebesaffäre mit Jed begonnen hat, die aufzufliegen droht, doch Pine will die Mission nicht aufgeben. Er lässt Burr eine Nachricht zukommen, dass in Kairo ein neuer Waffendeal geplant ist. In seinem alten Hotel trifft er Freddie Hamid und bringt ihn um, nachdem er erfahren hat, dass die Ermordung Sophies tatsächlich von Roper veranlasst worden ist. Dieser enttarnt inzwischen Jed als Verräterin und lässt sie foltern. Pine wird als Verräter entlarvt, kann aber dennoch den Waffendeal durch eine gewaltige Detonation vereiteln. Burr und Steadman greifen ein und nehmen Roper fest. Dieser bleibt gelassen und rechnet aufgrund seiner Kontakte in höchste politische Kreise mit seiner baldigen Freilassung. Doch als er abgeführt wird, gelangt er in die Hände seiner arabischen Handelspartner, die er zuvor schwer beleidigt hat und deren Anzahlung für die Waffen in Höhe von 300 Millionen Dollar er nach deren Zerstörung und einer heimlichen Umbuchung durch Pine nicht zurückzahlen kann, und geht einem ungewissen Schicksal entgegen. Nach einer letzten unbeschwerten Nacht mit Pine reist Jed nach Hause zu ihrer Familie, während Pine im Kairoer Hotel zurückbleibt.

## Produktion
Die Ausstrahlung der Serie im Free-TV im deutschsprachigen Raum erfolgte im August und September 2016. Dabei wurde auf eine spezielle Schnittfassung mit kleineren Kürzungen zurückgegriffen, welche aus nur drei Folgen in Spielfilmlänge besteht. Im Schweizer Fernsehen wurde die Serie im SRF 1 ab 27. August 2016 an drei aufeinander folgenden Samstagen, in Österreich im ORF eins an drei Sonntagen ab 28. August 2016 und im deutschen Fernsehen im ZDF ab 29. August 2016 an drei aufeinander folgenden Montagen ausgestrahlt.
Wie schon in den Filmen Dame, König, As, Spion und A Most Wanted Man ist Autor John le Carré in einem Cameo-Auftritt zu sehen. Bei einer Auseinandersetzung in einem Fischrestaurant spielt er einen Gast, der von Tom Hiddleston beschwichtigt werden muss.
Anfang März 2017 gab Susanne Bier bekannt, dass an den Drehbüchern einer zweiten Staffel gearbeitet werde. Diese müssten aber an die Qualität der ersten heranreichen, um tatsächlich produziert zu werden.
Im April 2024 wurde schließlich bekannt, dass BBC und Prime Video zwei weitere Staffeln in Auftrag gegeben haben.

## Kritiken
In Großbritannien erhielt die Serie nach ihrer Ausstrahlung positive Kritiken. Kevin O’Sullivan sprach in The Sun gar von „einer der größten Serien aller Zeiten“. Laut Archie Bland in The Guardian ist The Night Manager „so aufgemotzt, wie eine TV-Serie nur sein kann“ und habe in seinen beiden Hauptrollen Tom Hiddleston und Hugh Laurie „wahrhaftige internationale Stars“. John le Carré nannte sie ein „unerwartetes Wunder“, nachdem zuvor bereits zwei Verfilmungen des Romans gescheitert waren. Erst die Länge der sechsstündigen TV-Serie wird für le Carrés Biografen Adam Sisman in The Daily Telegraph der Buchvorlage gerecht.
Auch die deutschsprachigen Kritiken waren überwiegend positiv. David Denk beschreibt in der Süddeutschen Zeitung „eine so zeitgemäße wie stilsichere Adaption“. Für Hannah Pilarczyk in Spiegel Online schlägt die Serie „eher die gefällige Glamour-Route ein“ als etwa Tomas Alfredsons düsterer Agentenfilm Dame, König, As, Spion, mache aber als „Hochglanz-Produktion, die sich an ihrem tollen Ensemble und ihren Produktionswerten erfreut […] viel Spaß“.
Mehrfach wurden Vergleiche mit James Bond gezogen. Anna Meinecke auf n-tv sieht in der Serie für den Hauptdarsteller Tom Hiddleston einen „Testlauf für 007“. Für Christian Alt auf BR Puls will die Serie „so cool sein wie James Bond, fährt aber die ganze Zeit mit angezogener Handbremse.“ Nach einigen Folgen übe die Serie jedoch einen Sog aus und entwickle sich „zu dem angekündigten großen Wurf“. Für Sabine Horst in epd Film hingegen werden der Serie „gerade die Bond-Klischees […] zum Verhängnis“, weil sie nicht zu einem Widersacher passen, der sich nicht in die Riege von „Comicschurken“ einreiht, sondern Kinder mit Giftgas bedroht.

## Auszeichnungen (Auswahl)
Critics’ Choice Television Awards Dez. 2016
- Nominierung in der Kategorie Bester Fernsehfilm oder beste Miniserie
- Nominierung als Bester Hauptdarsteller in einem Fernsehfilm oder einer Miniserie (Tom Hiddleston)
- Nominierung als Bester Nebendarsteller in einem Fernsehfilm oder einer Miniserie (Hugh Laurie)
- Nominierung als Beste Hauptdarstellerin in einem Fernsehfilm oder einer Miniserie (Olivia Colman)
- Nominierung als Beste Nebendarstellerin in einem Fernsehfilm oder einer Miniserie (Elizabeth Debicki)[16]

Hollywood Music In Media Awards 2016
- Auszeichnung als Bestes Hauptthema einer Fernsehserie – Digital Streaming Series (Victor Reyes)[17]

Emmy-Verleihung 2016
- Nominierung als Beste Miniserie
- Nominierung als Bester Hauptdarsteller in einer Miniserie (Tom Hiddleston)
- Nominierung als Bester Nebendarsteller in einer Miniserie (Hugh Laurie)
- Nominierung als Beste Nebendarstellerin in einer Miniserie (Olivia Colman)[18]

Satellite Awards 2016
- Nominierung in der Kategorie Actor in a Miniseries or a Motion Picture Made for Television (Tom Hiddleston)
- Auszeichnung in der Kategorie Actress in a Supporting Role in a Series, Miniseries or Motion Picture made for Television (Olivia Colman)
- Nominierung  in der Kategorie Actor in a Supporting Role in a Series, Miniseries or Motion Picture made for Television (Hugh Laurie)[19][20]

Golden Globe Awards 2017
- Nominierung in der Kategorie Beste Miniserie oder Fernsehfilm

- Auszeichnung in der Kategorie Bester Hauptdarsteller – Miniserie oder Fernsehfilm (Tom Hiddleston)
- Auszeichnung in der Kategorie Bester Nebendarsteller – Serie, Miniserie oder Fernsehfilm (Hugh Laurie)

- Auszeichnung in der Kategorie Beste Nebendarstellerin – Serie, Miniserie oder Fernsehfilm (Olivia Colman)

Seoul International Drama Awards 2017
- Hauptpreis (Daesang)
- Auszeichnung in der Kategorie Bester Regisseur (Susanne Bier)[21]

## Besetzung und Synchronisation
Die deutsche Synchronfassung entstand unter der Federführung von Antares Film GmbH, Berlin, nach dem Dialogbuch von Ulrich Johannson, der auch Dialogregie führte.
| Darsteller          | Rolle                 | Synchronsprecher     |
| ------------------- | --------------------- | -------------------- |
| Tom Hiddleston      | Jonathan Pine         | Peter Lontzek        |
| Hugh Laurie         | Richard Onslow Roper  | Klaus-Dieter Klebsch |
| Olivia Colman       | Angela Burr           | Marina Krogull       |
| Tom Hollander       | Lance Corkoran        | Axel Malzacher       |
| Elizabeth Debicki   | Jemima „Jed“ Marshall | Nadine Zaddam        |
| Alistair Petrie     | Sandy Langbourne      | Peter Flechtner      |
| Natasha Little      | Caroline Langbourne   | Heide Domanowski     |
| Douglas Hodge       | Rex Mayhew            | Jörg Hengstler       |
| David Harewood      | Joel Steadman         | Thomas Schmuckert    |
| Tobias Menzies      | Geoffrey Dromgoole    | Jaron Löwenberg      |
| Antonio de la Torre | Juan Apostol          | Gerald Schaale       |
| Adeel Akhtar        | Rob Singhal           | Tobias Lelle         |
| Michael Nardone     | Frisky                | Sascha Gluth         |
| Hovik Keuchkerian   | Tabby                 | Andreas Conrad       |
| Noah Jupe           | Daniel Roper          | Oliver Szerkus       |
| David Avery         | Freddie Hamid         | Samir Fuchs          |
| Aure Atika          | Sophie Alekan         | Anna Grisebach       |
| Russell Tovey       | Simon Ogilvey         | Michael Baral        |
| Neil Morrissey      | Harry Palfrey         | Matthias Klages      |
| Marta Torné         | Mercedes              | Janin Stenzel        |